# Olaf (Disney)
Olaf is een personage dat voor het eerst verscheen in Frozen, de 53e animatiefilm van Walt Disney Animation Studios. In de originele versie werd de stem van het personage ingesproken door Josh Gad. Voor de Nederlandse en Vlaamse nasynchronisatie spraken respectievelijk Carlo Boszhard en Govert Deploige de stem van Olaf in.
Olaf werd bedacht door de regisseurs Chris Buck en Jennifer Lee. Hij verscheen voor het eerst als een geanimeerde sneeuwpop, gemaakt door Elsa en Anna in hun kindertijd. Hij verschijnt opnieuw als een antropomorf karakter in de (eerste) film wanneer Anna op zoek gaat naar haar weggelopen zus in de hoop de zomer te herstellen. Olaf is teruggekomen wanneer Elsa Arendelle per ongeluk in een winterse afgrond verandert. Olaf helpt Anna en Kristoff bij het vinden van Elsa en reist met hen helemaal terug naar het koninkrijk, waar hij deel blijft uitmaken van het leven van de zussen en opnieuw verschijnt in de tweede film. Olaf heeft veel kenmerken zoals: liefdadigheid, houdt van warme knuffels en het belangrijkste schattig zijn.